# Polystichum diaphanum
Polystichum diaphanum är en träjonväxtart som först beskrevs av Heinrich Zollinger och Moritz, och fick sitt nu gällande namn av Moore. Polystichum diaphanum ingår i släktet Polystichum och familjen Dryopteridaceae. Inga underarter finns listade.

## Bildgalleri

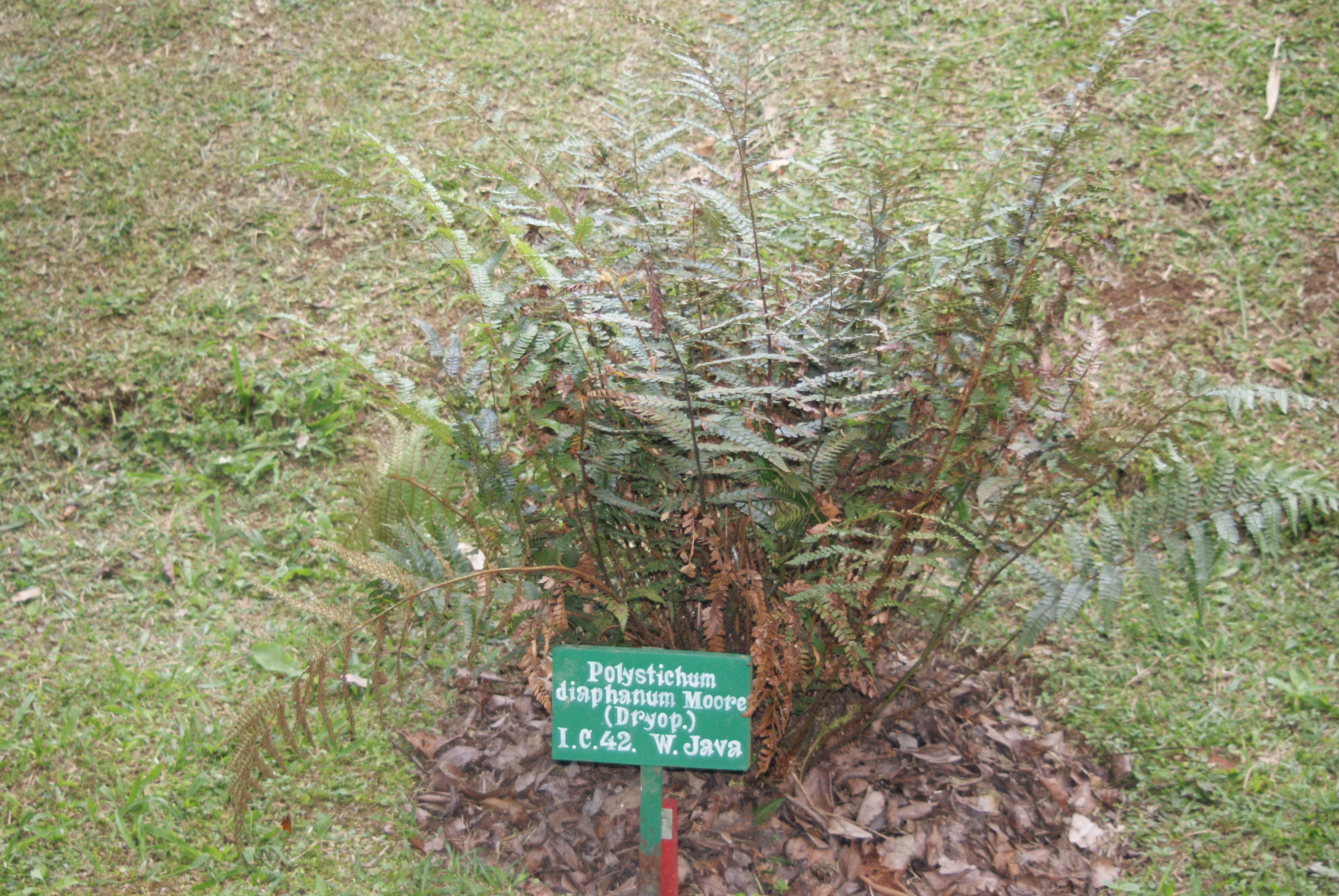